# Strada degli Eroi
Strada degli Eroi (německy Straße der Helden) je silnice vybudovaná italskou armádou na hoře Monte Pasubio ve 30. letech 20. století. Připomíná dvanáct italských vojáků, kteří byli za první světové války na hoře Pasubio vyznamenáni Zlatou medailí za statečnost.

## Historie
Strada degli Eroi byla vybudována na základě stávající sítě cest a silnic, které během první světové války vybudovala italská armáda. Stejně jako v případě sousední Strada delle 52 Gallerie sloužila tato síť k rychlé a bezpečné přepravě vojáků a materiálu z fronty Pasubio. Italové tak již v roce 1916 vybudovali soumarskou stezku, která byla rychle přeměněna na silnici, spojující Passo Pian delle Fugazze přes údolí Val di Fieno a vrchol s údolím Val Canale. Protože na přechodu a další cestě do údolí Val Canale hrozilo velké riziko lavin, byl v druhé polovině roku 1916 do hřebene oddělujícího obě údolí vyražen tunel. Tento tunel byl v roce 1917 pojmenován po generálu Giuseppem D'Havetovi, veliteli ženijních jednotek V. armádního sboru na Pasubiu.
Ten v únoru 1917 nařídil vybudovat soumarskou stezku, která by vedla z Galleria D'Havet přes horní část údolí Val Canale do kasárenského tábora El Milanin, z něhož se v poválečném období stalo Rifugio Achille Papa. Tato spojovací trasa, vybudovaná 326. sapérskou rotou částečně přes kolmé skalní stěny, měla několik mostů a celkem jedenáct tunelů a připomínala Strada delle 52 Gallerie. V poválečném období, až do výstavby Strada degli Eroi, byla proto považována za přirozené pokračování Strada delle 52 Gallerie, takže byla označována také jako Strada delle 63 Gallerie. Práce ve svislé skalní stěně se místy ukázala jako obtížná a dělníci museli na trase pracovat shora, na laně. Koncem roku 1917 byla silnice navzdory všem obtížím dokončena. Plánované rozšíření silnice se kvůli konci války neuskutečnilo.
Poté, co byla vrcholová oblast Monte Pasubio spolu s dalšími třemi horami, o které se během války vedly těžké boje, Monte Grappa, Monte Sabotino a Monte S. Michele, přičemž posledně jmenovaná se nachází nedaleko města Gorizia na řece Isonzo, v roce 1922 královským dekretem prohlášena za Zona Sacra (německy Heilige Zone), zájem návštěvníků o bývalé bojiště prudce vzrostl. Podporován fašistickým kultem mrtvých se začal rozvíjet turismus na bojiště, čemuž měla čelit výstavba příslušné infrastruktury, například rozšíření Rifugio Achille Papa. S ohledem na to byla v roce 1937 zahájena výstavba Rifugio Achille Papa.
Rovněž bylo v roce 1937 zahájeno rozšíření cesty mezi Galleria D'Havet a Rifugio Papa, které bylo plánováno již během války, na silnici. Při tom se Galleria D'Havet změnila také v silniční tunel. Stavební práce, které z pověření ministerstva války prováděli ženisté, byly dokončeny v roce 1938 a v červnu téhož roku byla asi 2 km dlouhá silnice slavnostně otevřena.
Byla pojmenována Strada degli Eroi a připomíná dvanáct italských vojáků, kteří byli za války v Pasubiu vyznamenáni Zlatou medailí za statečnost. Pro automobilovou dopravu byla otevřena až do 90. let 20. století. Od té doby jezdila z Passo Pian delle Fugazze do Galleria D'Havet v letních měsících pouze kyvadlová doprava. V červenci 2023 nebyla tato doprava provozována.

## Popis
Jako Strada degli Eroi byl původně označován pouze úsek silnice ve Val Canale mezi Galleria D'Havet a Rifugio Papa, který byl otevřen v roce 1938 a je dlouhý asi 2 km. Postupem času se však stalo zvykem zahrnovat do Strada degli Eroi také mnohem delší úsek mezi Passo Pian delle Fugazze 1163 m n. m. a Galleria D'Havet 1797 m n. m. 
První úsek dlouhý asi 8 km až do Galleria D'Havet je veden po přírodní cestě, pouze některé z celkem dvanácti ostrých zatáček jsou vyasfaltované nebo vybetonované. Trasa s průměrným sklonem 10 % vede zpočátku údolím Val di Fieno. Nad Malga Fieno se nachází nenápadná budova bývalé rakousko-uherské finanční stráže. Úsek končí před menším prostranstvím u portálu tunelu Galleria D'Havet, který byl dokončen v 80. letech 20. století, zatímco portál tunelu umístěný ve Val Canale pochází z roku 1938, jak je patrné z pamětních kamenů s liktorskými svazky. Podél tunelu vede také hranice mezi provinciemi Trento a Vicenza, do roku 1918 státní hranice mezi Rakousko-Uherskem a Italským královstvím.
Následující dva kilometry horním údolím Val Canale do Rifugio Papa tvoří vlastní Strada degli Eroi. Dvanáct pamětních desek rozesetých podél trasy připomíná vojáky vyznamenané Zlatou medailí za statečnost na Pasubio. Jedná se o tyto pamětní desky: Cesare Battisti, Aldo Beltricco, Torquato Cardelli, Umberto Cerboni, Felice Chiarle, Fabio Filzi, Antonio Gioppi, Giordano Ottolini, Mario Rossani, Carlo Sabatini, Edoardo Suarez a Ferdinando Urli. Po dalších čtyřech ostrých zatáčkách a čtyřech tunelech končí silnice po celkem 10,4 km u Rifugio Papa jen několik metrů pod sedlem Porte del Pasubio, konečným bodem Strada degli Scarubbi.
Po trase Strada degli Eroi vede evropská dálková trasa E5 i Friedensweg (Dolomity).

## Galerie

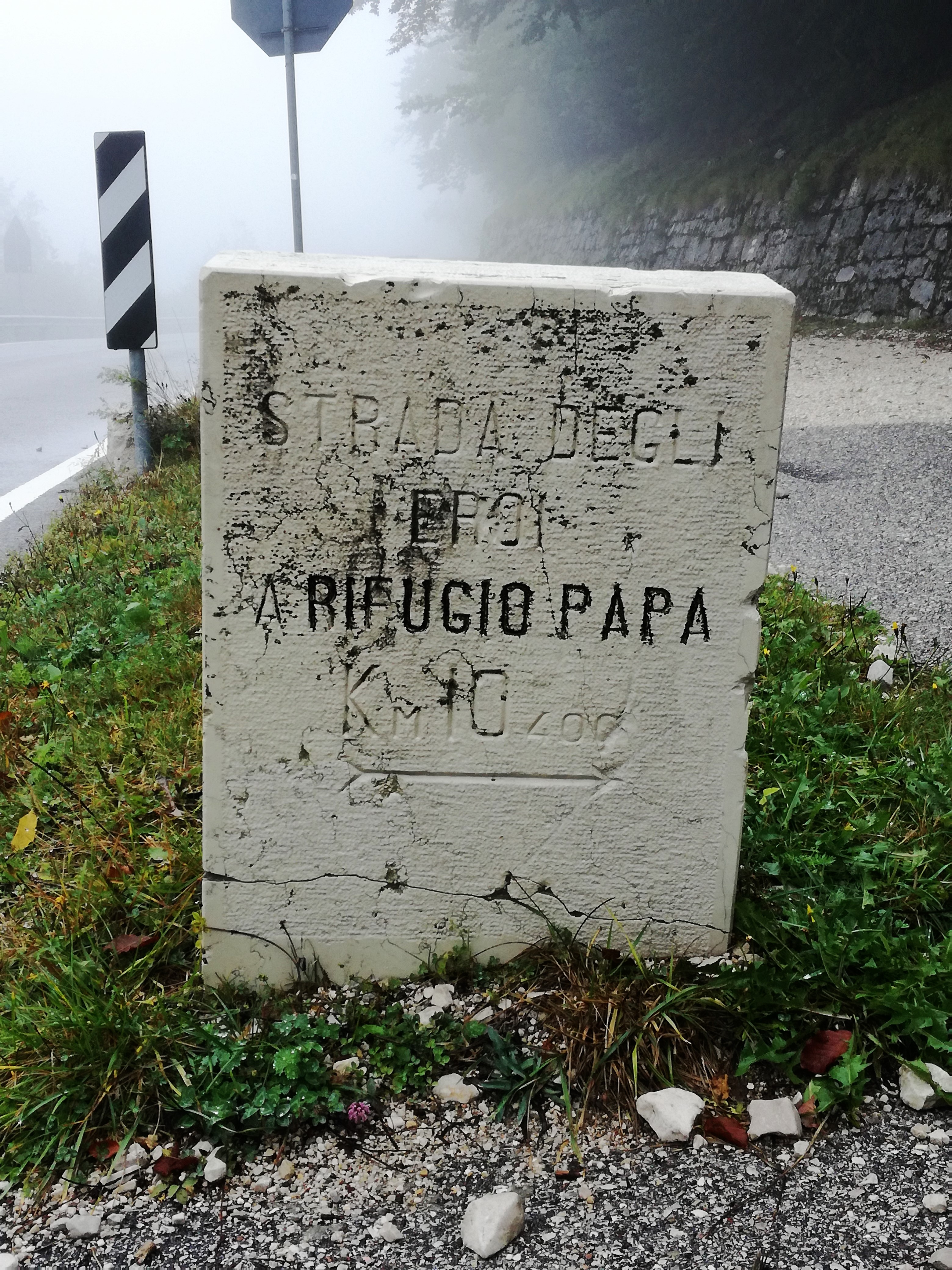
Silniční kámen na začátku cesty v Passo Pian delle Fugazze
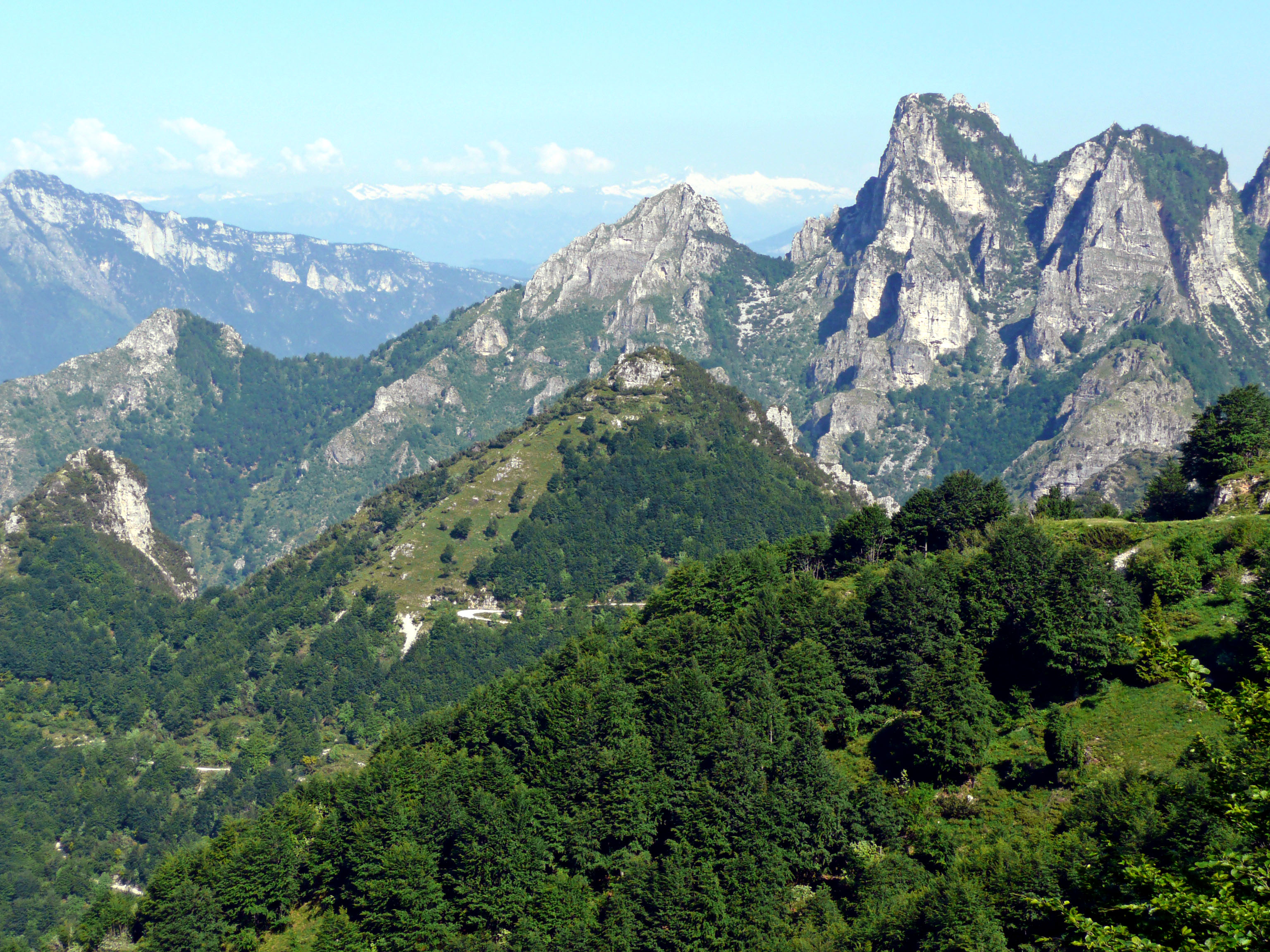
Údolí Val di Fieno těsně nad Malga Fieno
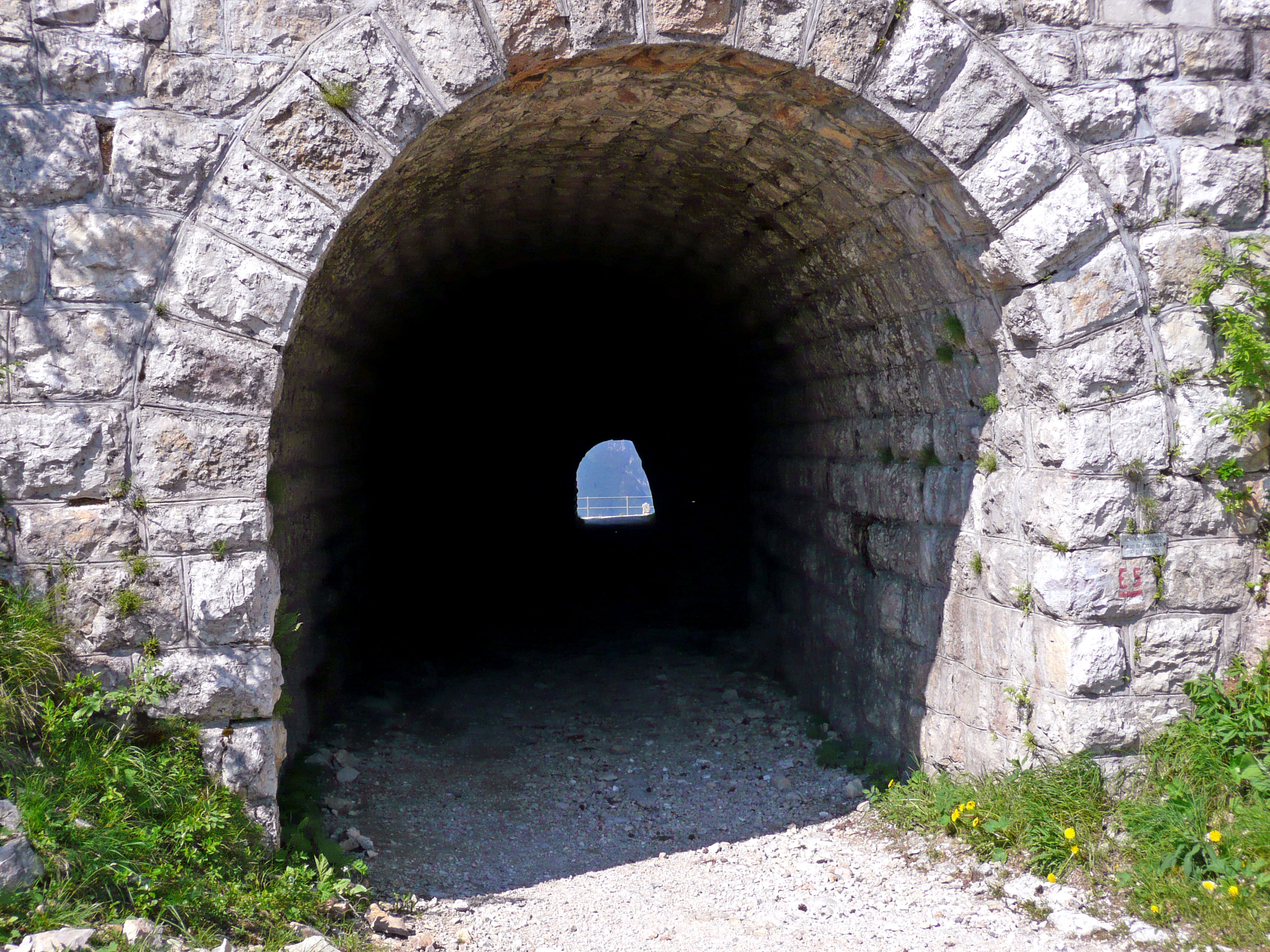
Portál tunelu Galleria D'Havet v údolí Val Canale
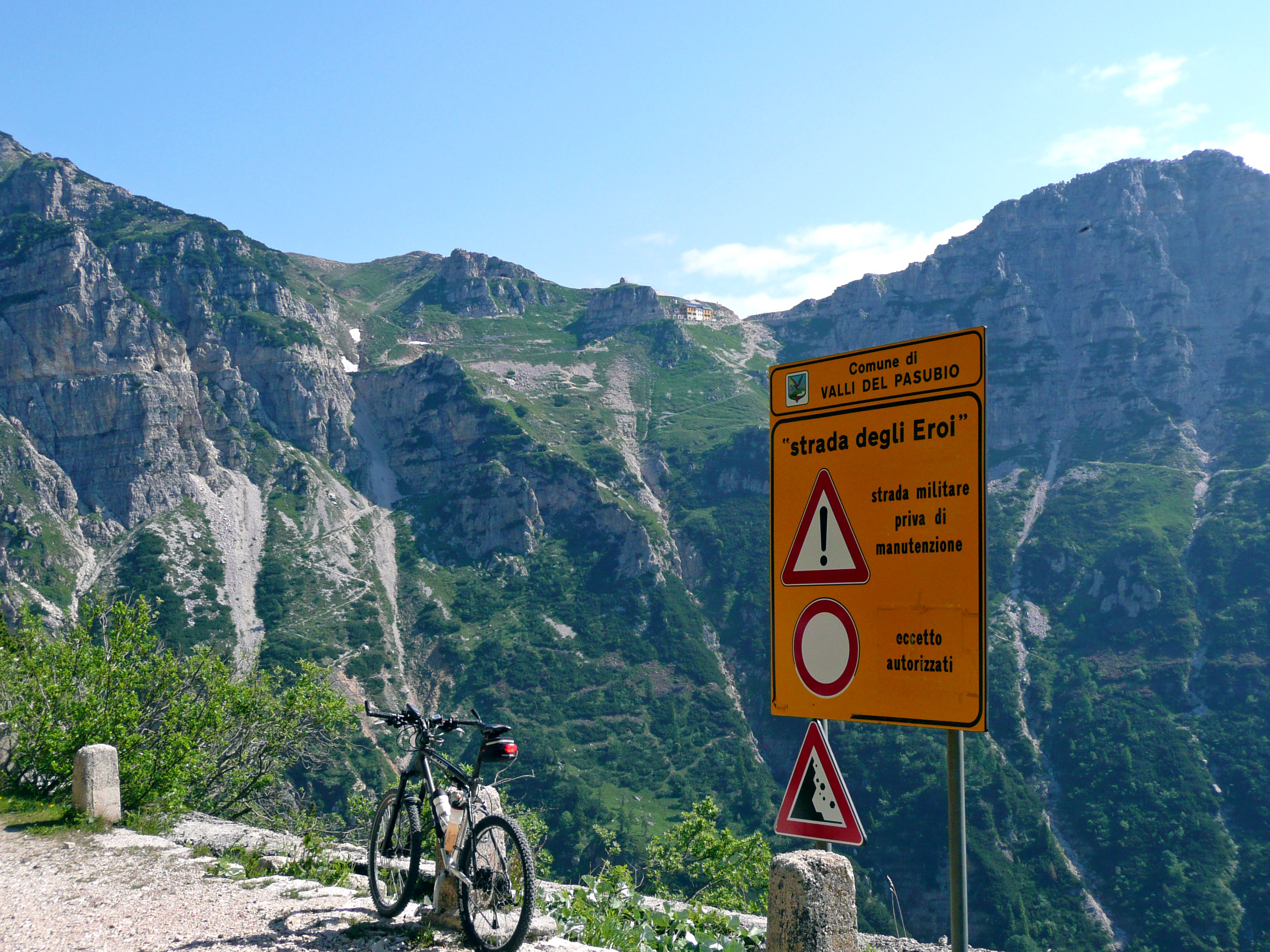
nad údolím Val Canale
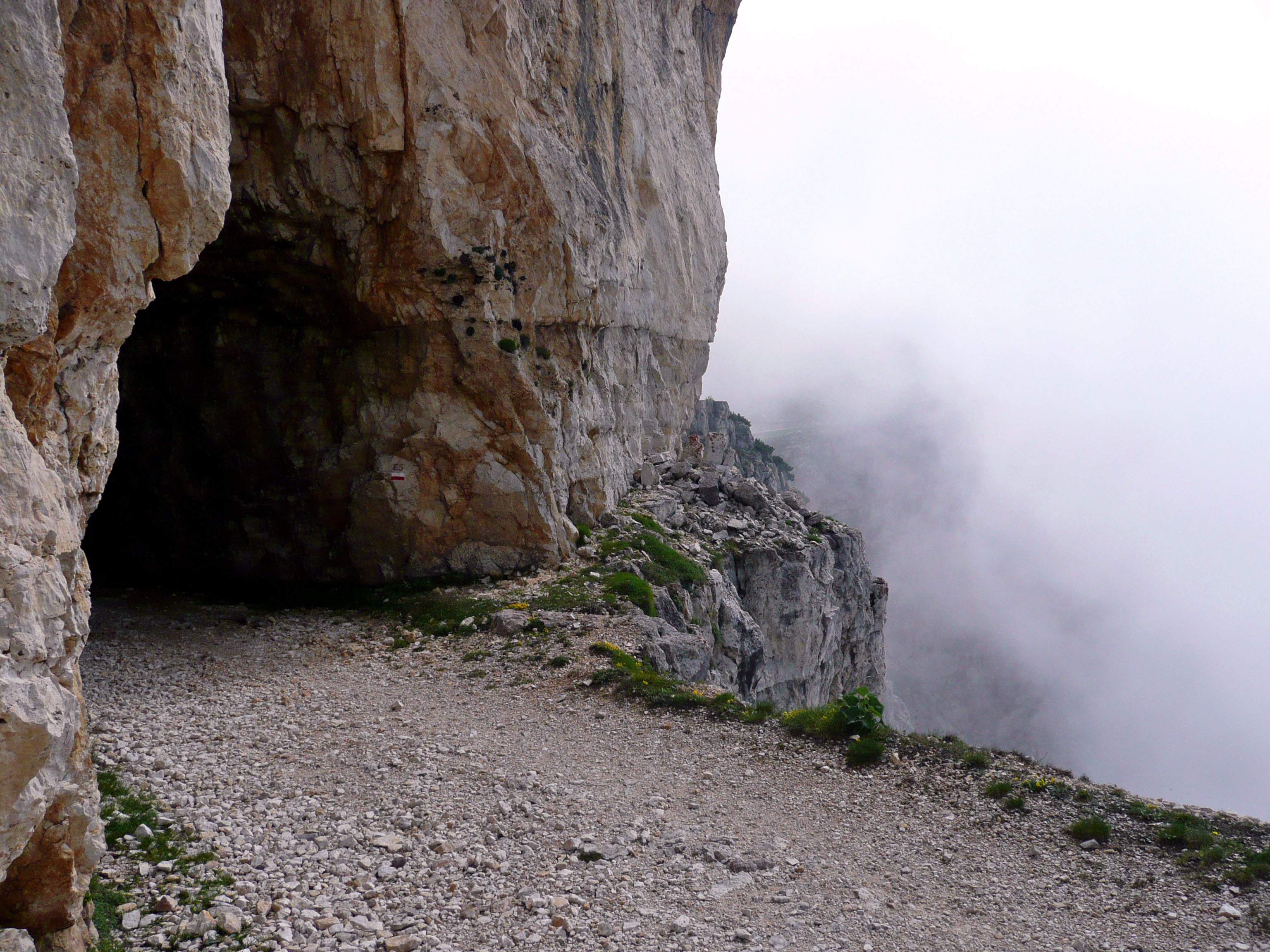
Jeden ze čtyř silničních tunelů v posledním úseku
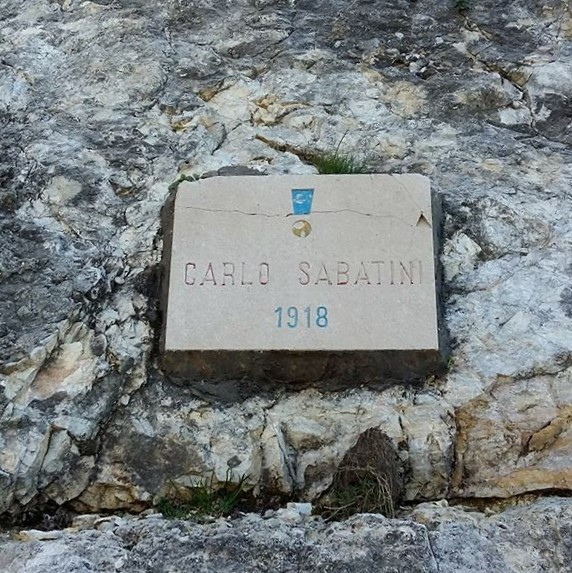
Pamětní deska Carla Sabatiniho
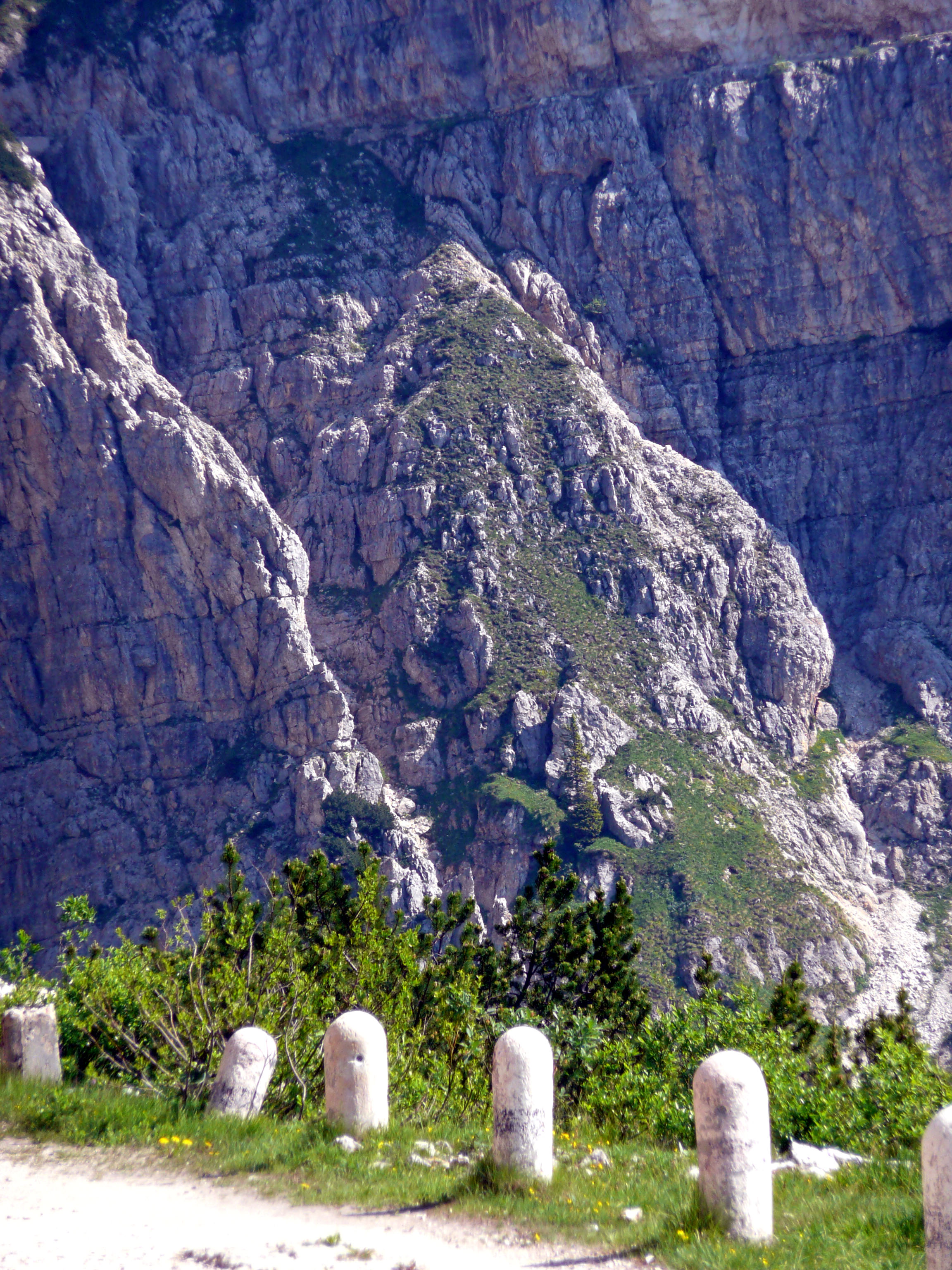
pohled z cesty

## Mapy
- "Sentieri Pasubio e Carega-foglio Nord" 1:20.000 Sezioni vicentine del CAI
- Sentieri della val di Posina, edito dalla Provincia di Vicenza, assessorato al turismo 26 April 2013
- Kompass – carte, ed. (2003). Carta turistica 1:50000 n.101 – Rovereto M.Pasubio (in Italian). ISBN 9783854911036.